# Моркинский район

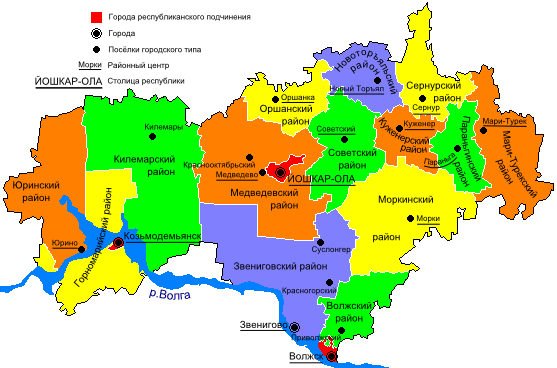
Республика Марий Эл

Морки́нский райо́н (мар. Морко кундем) — административно-территориальная единица и муниципальное образование (муниципальный район) в составе республики Марий Эл Российской Федерации.
Административный центр района — посёлок городского типа Морки.
На 1993 г. в Моркинском районе насчитывалась 51 священная роща.

## География
Район расположен в юго-восточной части Марий Эл. C запада он граничит с Звениговским и Советским районами, с севера — Куженерским и Параньгинским районами, с востока и юга — Параньгинским и Волжским районами, а также Арским и Атнинским районами республики Татарстан.
Площадь района — 2272 км² (или 227 200 га). Лесами занято 62 % территории района.
Водные ресурсы
Моркинский район расположен в бассейне среднего течения реки Илеть на левобережье Волги. По территории района протекает Илеть и её правый приток Юшут, а также небольшие речки — Ары, Вонжа, Ировка, Тюшумка, Шалинка, Шора, Яранка и другие.
На территории района находится 50 мелких озёр. Три из них охраняются государством — Круглое (Ергешьер), Кужьер (Долгое), Шучьер (Чёрное). Также в районе находится 33 родника и ключа.
В 2002 году на территории района был организован биологический заказник регионального значения «Моркинский» площадью 9500 га.
Минеральные ресурсы
Моркинский район обладает значительными запасами полезных ископаемых. Важнейшими для жизнедеятельности района являются: карбонатные породы для производства щебня и строительной извести, цементное сырьё, залежи гипсов и ангидридов, пески строительные и силикатные, стекольное сырьё, кирпичное сырьё, камень строительный.

## История
Моркинский кантон был образован 28 августа 1924 года. В него вошли территории Кумужъяльской, Моркинской, Шиньшинской и части Сотнурской волостей Царевококшайского уезда.

## Население
| 2002    | 2005    | 2009    | 2010    | 2011    | 2012    | 2013    | 2014    | 2015    |
| ------- | ------- | ------- | ------- | ------- | ------- | ------- | ------- | ------- |
| 35 443  | ↘34 400 | ↘33 008 | ↘32 403 | ↘32 282 | ↘31 249 | ↘30 391 | ↘29 651 | ↘29 226 |
| 2016    | 2017    | 2018    | 2019    | 2020    | 2021    | 2023    |         |         |
| ↘28 953 | ↘28 712 | ↘28 358 | ↘27 824 | ↘27 405 | ↘26 603 | ↘26 138 |         |         |

### Урбанизация
В городских условиях (пгт Морки) проживают 32,97 % населения района.

### Национальный состав
Национальный состав населения Моркинского района согласно Всероссийской переписи населения 2010 года. По данным переписи в районе встречаются представители 27 национальностей.
| № |                           | Численность населения, чел. (2010) | % от всего | % от указав- ших нацио- наль- ность |
| - | ------------------------- | ---------------------------------- | ---------- | ----------------------------------- |
|   | всего                     | 32 403                             | 100,00 %   |                                     |
| 1 | Марийцы                   | 26 304                             | 81,18 %    | 82,05 %                             |
| 2 | Русские                   | 2831                               | 8,74 %     | 8,83 %                              |
| 3 | Татары                    | 2700                               | 8,33 %     | 8,42 %                              |
| 4 | Чуваши                    | 55                                 | 0,17 %     | 0,17 %                              |
| 5 | Узбеки                    | 25                                 | 0,08 %     | 0,08 %                              |
| 6 | Украинцы                  | 17                                 | 0,05 %     | 0,05 %                              |
| 7 | Армяне                    | 16                                 | 0,05 %     | 0,05 %                              |
| 7 | Немцы                     | 16                                 | 0,05 %     | 0,05 %                              |
| 9 | Азербайджанцы             | 13                                 | 0,04 %     | 0,04 %                              |
|   | другие                    | 81                                 | 0,25 %     | 0,25 %                              |
|   | указали национальность    | 32 058                             | 98,94 %    | 100,00 %                            |
|   | не указали национальность | 345                                | 1,06 %     |                                     |

По итогам переписи населения 2020 года проживали следующие национальности (национальности менее 0,1 % и другое см. в сноске к строке «Другие»):
| Национальность | Численность, чел. | Доля     |
| -------------- | ----------------- | -------- |
| Марийцы        | 21 732            | 81,69 %  |
| Русские        | 2476              | 9,31 %   |
| Татары         | 1992              | 7,49 %   |
| Чуваши         | 30                | 0,11 %   |
| Другие         | 373               | 1,40 %   |
| Итого          | 26 603            | 100,00 % |

## Административное деление
В Моркинский район как административно-территориальную единицу входят 1 посёлок городского типа (пгт) и 9 сельских округов. Сельские округа одноимённы образованным в их границах сельским поселениям, а пгт — городскому поселению.
В Моркинский муниципальный район входят 10 муниципальных образований, в том числе 1 городское поселение и 9 сельских поселений.
| №        | Муниципальное образование | Административный центр    | Количество населённых пунктов | Население (чел.) | Площадь (км²) |
| -------- | ------------------------- | ------------------------- | ----------------------------- | ---------------- | ------------- |
| 1e-06    | Городское поселение:      |                           |                               |                  |               |
| 1        | Морки                     | пгт Морки                 | 25                            | ↘10 682          | 339,25        |
| 1.000002 | Сельские поселения:       |                           |                               |                  |               |
| 2        | Зеленогорское             | посёлок Зеленогорск       | 1                             | ↘840             | 298,83        |
| 3        | Коркатовское              | деревня Коркатово         | 17                            | ↘2621            | 239,51        |
| 4        | Красностекловарское       | посёлок Красный Стекловар | 3                             | ↗1022            | 71,92         |
| 5        | Октябрьское               | посёлок Октябрьский       | 13                            | ↘1693            | 229,11        |
| 6        | Себеусадское              | деревня Себеусад          | 24                            | ↘1923            | 305,38        |
| 7        | Семисолинское             | деревня Семисола          | 18                            | ↘1706            | 299,33        |
| 8        | Шалинское                 | деревня Большие Шали      | 26                            | ↘2222            | 125,18        |
| 9        | Шиньшинское               | село Шиньша               | 16                            | ↘1905            | 233,73        |
| 10       | Шоруньжинское             | село Шоруньжа             | 8                             | ↘1524            | 127,84        |

### Населённые пункты
В Моркинском районе 148 населённый пункт.
| №   | Населённый пункт      | Тип     | Население | Муниципальное образование              |
| --- | --------------------- | ------- | --------- | -------------------------------------- |
| 1   | Абдаево               | деревня | 239       | Коркатовское сельское поселение        |
| 2   | Адымаш                | деревня | 109       | городское поселение Морки              |
| 3   | Азъял                 | деревня | 227       | Шалинское сельское поселение           |
| 4   | Азъял                 | починок | 28        | Себеусадское сельское поселение        |
| 5   | Айбакнур              | деревня | 12        | городское поселение Морки              |
| 6   | Алдышка               | деревня | 48        | городское поселение Морки              |
| 7   | Алмаметьево           | деревня | 377       | Семисолинское сельское поселение       |
| 8   | Апанаево              | деревня | 34        | Себеусадское сельское поселение        |
| 9   | Арино                 | село    | 239       | Коркатовское сельское поселение        |
| 10  | Балдырка              | деревня | 98        | городское поселение Морки              |
| 11  | Большая Мушерань      | деревня | 139       | Шалинское сельское поселение           |
| 12  | Большие Шали          | деревня | 546       | Шалинское сельское поселение           |
| 13  | Большой Кожлаял       | деревня | 107       | Себеусадское сельское поселение        |
| 14  | Большой Кулеял        | деревня | 96        | Шалинское сельское поселение           |
| 15  | Большой Шоръял        | деревня | 93        | Семисолинское сельское поселение       |
| 16  | Большой Ярамор        | деревня | 73        | Шалинское сельское поселение           |
| 17  | Варангуж              | деревня | 157       | Шиньшинское сельское поселение         |
| 18  | Верхний Кожлаер       | деревня | 306       | Коркатовское сельское поселение        |
| 19  | Верхняя Красная Горка | посёлок | 2         | Красностекловарское сельское поселение |
| 20  | Весьшурга             | деревня | 273       | Себеусадское сельское поселение        |
| 21  | Вонжедур              | деревня | 114       | Шалинское сельское поселение           |
| 22  | Вонжеполь             | деревня | 96        | Октябрьское сельское поселение         |
| 23  | Дигино                | деревня | 49        | Себеусадское сельское поселение        |
| 24  | Досметкино            | деревня | 106       | Шиньшинское сельское поселение         |
| 25  | Егоркино              | деревня | 75        | Шалинское сельское поселение           |
| 26  | Елейкино              | деревня | 28        | Шалинское сельское поселение           |
| 27  | Ерсола                | деревня | 9         | Себеусадское сельское поселение        |
| 28  | Ерумбал               | деревня | 132       | городское поселение Морки              |
| 29  | Залесный              | посёлок | 296       | Красностекловарское сельское поселение |
| 30  | Зеленогорск           | посёлок | ↘840      | Зеленогорское сельское поселение       |
| 31  | Изи Кугунур           | деревня | 125       | Себеусадское сельское поселение        |
| 32  | Изи Шурга             | деревня | 256       | Шалинское сельское поселение           |
| 33  | Ильинский             | починок | 107       | Коркатовское сельское поселение        |
| 34  | Испаринск             | деревня | 0         | городское поселение Морки              |
| 35  | Ишли-Пичуш            | деревня | 83        | Шиньшинское сельское поселение         |
| 36  | Кабаксола             | деревня | 25        | Себеусадское сельское поселение        |
| 37  | Канал                 | посёлок | 69        | городское поселение Морки              |
| 38  | Кокрем                | деревня | 20        | Семисолинское сельское поселение       |
| 39  | Комсомольский         | посёлок | 109       | Коркатовское сельское поселение        |
| 40  | Кораксола             | деревня | 40        | Шиньшинское сельское поселение         |
| 41  | Коркатово             | деревня | 694       | Коркатовское сельское поселение        |
| 42  | Кортасенер            | деревня | 74        | Шалинское сельское поселение           |
| 43  | Краснояр              | деревня | 168       | Коркатовское сельское поселение        |
| 44  | Красный Стекловар     | посёлок | ↘846      | Красностекловарское сельское поселение |
| 45  | Кубыш-Ключ            | деревня | 27        | Шиньшинское сельское поселение         |
| 46  | Кугу Шурга            | деревня | 42        | Шалинское сельское поселение           |
| 47  | Кужнур                | деревня | 187       | городское поселение Морки              |
| 48  | Кукшнур               | починок | 0         | Октябрьское сельское поселение         |
| 49  | Кульбаш               | деревня | 502       | Коркатовское сельское поселение        |
| 50  | Кумужъял              | деревня | 66        | Шалинское сельское поселение           |
| 51  | Курыкюмал             | деревня | 127       | Октябрьское сельское поселение         |
| 52  | Кутюк-Кинер           | село    | 160       | Октябрьское сельское поселение         |
| 53  | Кучко-Памаш           | деревня | 327       | городское поселение Морки              |
| 54  | Кучук Памаш           | деревня | 3         | Себеусадское сельское поселение        |
| 55  | Кучукенер             | деревня | 73        | Шалинское сельское поселение           |
| 56  | Кушнанур              | деревня | 11        | Семисолинское сельское поселение       |
| 57  | Куэръял               | деревня | 104       | городское поселение Морки              |
| 58  | Лапкасола             | деревня | 0         | Шалинское сельское поселение           |
| 59  | Лапшар                | деревня | 28        | городское поселение Морки              |
| 60  | Лопнур                | деревня | 55        | Себеусадское сельское поселение        |
| 61  | Макаркино             | деревня | 23        | Шиньшинское сельское поселение         |
| 62  | Маламаш               | деревня | 104       | Коркатовское сельское поселение        |
| 63  | Малая Мушерань        | деревня | 86        | Себеусадское сельское поселение        |
| 64  | Малиновка             | деревня | 2         | Семисолинское сельское поселение       |
| 65  | Малые Морки           | деревня | 105       | Семисолинское сельское поселение       |
| 66  | Малый Карамас         | деревня | 193       | Коркатовское сельское поселение        |
| 67  | Малый Кожлаял         | деревня | 149       | Себеусадское сельское поселение        |
| 68  | Малый Кулеял          | деревня | 72        | Шалинское сельское поселение           |
| 69  | Малый Шоръял          | деревня | 97        | Семисолинское сельское поселение       |
| 70  | Мамайкино             | деревня | 61        | Шиньшинское сельское поселение         |
| 71  | Мари-Кужеры           | деревня | 168       | городское поселение Морки              |
| 72  | Масканур              | деревня | 39        | Себеусадское сельское поселение        |
| 73  | Машнур                | деревня | 7         | Семисолинское сельское поселение       |
| 74  | Мизинер               | деревня | 88        | Шалинское сельское поселение           |
| 75  | Миклино               | деревня | 23        | Шиньшинское сельское поселение         |
| 76  | Морки                 | пгт     | ↘8618     | городское поселение Морки              |
| 77  | Муканай               | деревня | 102       | Шоруньжинское сельское поселение       |
| 78  | Мушерань              | село    | 41        | Шалинское сельское поселение           |
| 79  | Немецсола             | деревня | 96        | Себеусадское сельское поселение        |
| 80  | Нижняя                | деревня | 290       | Семисолинское сельское поселение       |
| 81  | Нижняя Юплань         | деревня | 101       | городское поселение Морки              |
| 82  | Никольский            | починок | 40        | Коркатовское сельское поселение        |
| 83  | Новая                 | деревня | 157       | городское поселение Морки              |
| 84  | Новый Юрт             | деревня | 99        | Шиньшинское сельское поселение         |
| 85  | Норепсола             | деревня | 99        | городское поселение Морки              |
| 86  | Нуж-Ключ              | деревня | 389       | Шиньшинское сельское поселение         |
| 87  | Нурумбал              | деревня | 143       | Себеусадское сельское поселение        |
| 88  | Нурумбал              | деревня | 117       | Семисолинское сельское поселение       |
| 89  | Нуръял                | деревня | 160       | городское поселение Морки              |
| 90  | Нурьял Карамас        | деревня | 122       | Коркатовское сельское поселение        |
| 91  | Нылкудо               | деревня | 19        | Октябрьское сельское поселение         |
| 92  | Октябрьский           | посёлок | 1175      | Октябрьское сельское поселение         |
| 93  | Олыкъял               | деревня | 67        | Шалинское сельское поселение           |
| 94  | Осипсола              | деревня | 177       | Шалинское сельское поселение           |
| 95  | Паймыр                | деревня | 38        | Шоруньжинское сельское поселение       |
| 96  | Памашсола             | деревня | 14        | Шалинское сельское поселение           |
| 97  | Памашсола-Вонжеполь   | деревня | 19        | Октябрьское сельское поселение         |
| 98  | Папанино              | деревня | 2         | Октябрьское сельское поселение         |
| 99  | Пертылга              | деревня | 66        | Шиньшинское сельское поселение         |
| 100 | Петровское            | село    | 280       | Семисолинское сельское поселение       |
| 101 | Пинжедур              | деревня | 20        | Шалинское сельское поселение           |
| 102 | Подгорная             | деревня | 41        | городское поселение Морки              |
| 103 | Покровский            | починок | 2         | Коркатовское сельское поселение        |
| 104 | Пумор                 | деревня | 76        | Себеусадское сельское поселение        |
| 105 | Русский Уртем         | деревня | 23        | Шиньшинское сельское поселение         |
| 106 | Рушродо               | деревня | 120       | городское поселение Морки              |
| 107 | Сапуньжа              | деревня | 129       | Шоруньжинское сельское поселение       |
| 108 | Себеусад              | деревня | 292       | Себеусадское сельское поселение        |
| 109 | Семисола              | деревня | 362       | Семисолинское сельское поселение       |
| 110 | Сердеж                | деревня | 39        | Семисолинское сельское поселение       |
| 111 | Смычка                | деревня | 73        | Себеусадское сельское поселение        |
| 112 | Старое Мазиково       | деревня | 53        | городское поселение Морки              |
| 113 | Тайганур              | деревня | 10        | Себеусадское сельское поселение        |
| 114 | Тат-Чодраял           | деревня | 306       | Шиньшинское сельское поселение         |
| 115 | Тишкино               | деревня | 36        | Себеусадское сельское поселение        |
| 116 | Тойметсола            | деревня | 87        | Шалинское сельское поселение           |
| 117 | Токпердино            | деревня | 249       | Шиньшинское сельское поселение         |
| 118 | Тумер                 | деревня | 3         | Семисолинское сельское поселение       |
| 119 | Тыгыде Морко          | деревня | 309       | Себеусадское сельское поселение        |
| 120 | Уилем                 | деревня | 5         | Октябрьское сельское поселение         |
| 121 | Уньжинский            | посёлок | 122       | Шоруньжинское сельское поселение       |
| 122 | Упамаш                | деревня | 5         | Шалинское сельское поселение           |
| 123 | Усола-Вонжеполь       | деревня | 40        | Октябрьское сельское поселение         |
| 124 | Фадейкино             | деревня | 188       | городское поселение Морки              |
| 125 | Чавайнур              | деревня | 136       | Коркатовское сельское поселение        |
| 126 | Чевернур              | деревня | 4         | Коркатовское сельское поселение        |
| 127 | Чепаково              | деревня | 101       | Шиньшинское сельское поселение         |
| 128 | Чодрасола             | деревня | 220       | Себеусадское сельское поселение        |
| 129 | Чодраял               | деревня | 291       | Коркатовское сельское поселение        |
| 130 | Чукша                 | деревня | 27        | Семисолинское сельское поселение       |
| 131 | Шереганово            | деревня | 372       | Октябрьское сельское поселение         |
| 132 | Шиншедур              | деревня | 26        | Шалинское сельское поселение           |
| 133 | Шиньша                | село    | 1165      | Шиньшинское сельское поселение         |
| 134 | Шлань                 | деревня | 384       | Шоруньжинское сельское поселение       |
| 135 | Шордур                | деревня | 283       | Семисолинское сельское поселение       |
| 136 | Шоруньжа              | село    | 899       | Шоруньжинское сельское поселение       |
| 137 | Шурга                 | деревня | 30        | Семисолинское сельское поселение       |
| 138 | Шурга                 | деревня | 108       | Шоруньжинское сельское поселение       |
| 139 | Элекенер              | деревня | 116       | Октябрьское сельское поселение         |
| 140 | Юлесола               | деревня | 26        | Коркатовское сельское поселение        |
| 141 | Юрдур                 | деревня | 77        | городское поселение Морки              |
| 142 | Юрдур                 | деревня | 140       | Октябрьское сельское поселение         |
| 143 | Юшуттур               | деревня | 111       | Себеусадское сельское поселение        |
| 144 | Ядыксола              | деревня | 127       | Семисолинское сельское поселение       |
| 145 | Ямбатор               | деревня | 111       | Шоруньжинское сельское поселение       |
| 146 | Янгушево              | деревня | 37        | Себеусадское сельское поселение        |
| 147 | Янситово              | деревня | 264       | городское поселение Морки              |
| 148 | Ярамор                | починок | 23        | Шалинское сельское поселение           |

Упразднённые населённые пункты
- 2023 год — деревня Купсола включена в состав деревни Большие Шали.
- 2025 год — включены: деревня Дальний Кужнур в состав деревни Кужнур; деревня Куркумбал в состав деревни Новая.

## Экономика
Промышленность
В настоящее время на территории района действуют 17 малых промышленных предприятий, три строительные организации, одно автотранспортное предприятие, одна газокомпрессорная станция.
В районе находятся следующие предприятия:
- Зеленогорский лесокомбинат,
- Моркинский межлесхоз,
- Кужерский межлесхоз,
- Молочный завод,
- Коркатовское карьероуправление,
- Филиалы Йошкар-Олинских заводов «Контакт» и полупроводниковых приборов,
- Моркинское ЛПУМГ КС-21 (филиал ООО «Газпром трансгаз Нижний Новгород»).

Сельское хозяйство
На пахотных землях преобладают подзолистые и суглинистые почвы, а в лесных массивах — песчаные.
Транспорт
Главной транспортной артерией являлась Юшутская железнодорожная ветка, соединяющая район со станцией Суслонгер Горьковской железной дороги.
Основа внутрихозяйственных и межрайонных связей — автомобильный транспорт. Для обслуживания транспортом населения и народного хозяйства функционирует автотранспортное предприятие.

## Культура и образование
На 1 марта 2004 года в районе имелись:
- 42 общеобразовательные школы, в том числе
  - 17 средних
  - 13 основных
  - 10 начальных
  - 2 школы-сада
  - 6 детских дошкольных учреждений
  - реабилитационный центр для детей
- Аграрно-технологический техникум

В Моркинском районе функционировало 70 учреждений культуры.
Среди них:
- районный центр культуры и досуга
- 28 сельских домов культуры
- три сельских клуба
- 31 библиотека
- детская школа искусств
- четыре музея[26]
  - литературно-этнографический музей М. Н. Янтемира
  - дом-музей С. Г. Чавайна
  - литературно-краеведческий музей Н. И. Казакова
  - дом-музей Н. С. Мухина
- 13 школьных музеев

## Спорт
В районе действуют:
- 27 волейбольных
- 20 баскетбольных
- 13 футбольных площадок
- 18 футбольных полей
- 8 стрелковых тиров
- 9 лыжных баз
- плавательный бассейн
- 18 спортивных залов
- поле для ручного мяча

## Здравоохранение
По состоянию на 1 января 2004 года в районе имеется 45 учреждений здравоохранения, в том числе:
- центральная районная больница
- 1 участковая больница
- 40 фельдшерско-акушерских пунктов
- 3 здравпункта

## Люди, связанные с районом
- Сергей Григорьевич Чавайн (1888, д. Малый Карамас — 1937) — марийский поэт и драматург, один из основоположников марийской литературы.
- Николай Иванович Казаков (Миклай Казаков, 1918, с. Кутюк-Кинер — 1989) — марийский советский поэт. Народный поэт Марийской АССР (1960). Лауреат Сталинской премии третьей степени (1951).
- Соловьёв, Василий Иванович (1915, село Малый Карамас — 1943) — участник Великой Отечественной войны, Герой Советского Союза, повторил подвиг Александра Матросова.
- Александр Иванович Крылов (1907, д. Изи Кушна — 1970) — марийский поэт, переводчик. Участник Великой Отечественной войны[27].
- Александр Борисович Андреев (1923, д. Досметкино — 2000) — марийский советский государственный и партийный деятель. Председатель Моркинского райсполкома (1963—1965), первый секретарь Моркинского райкома КПСС (1965—1970).